# Kadencja (prawo)
Kadencja (w prawie gospodarczym) – ustalony okres sprawowania danej funkcji przez członka organu określonego podmiotu (np. członka zarządu lub członka rady nadzorczej spółki kapitałowej). Przykładowo, zgodnie z Kodeksem spółek handlowych kadencja członków organów spółki akcyjnej nie może być w Polsce dłuższa niż pięć lat.
Kodeks spółek handlowych przewiduje dwa rodzaje kadencji:
- kadencję odrębną (indywidualną) – upływa ona oddzielnie dla każdego z powołanych członków danego organu, co oznacza, że ich mandaty wygasają w różnym czasie,
- kadencję wspólną – upływa ona w tym samym czasie dla wszystkich członków organu, także dla tych, którzy zostali powołani w trakcie trwania kadencji, co oznacza, że mandaty członków organu powołanych przed upływem danej kadencji wygasają równocześnie z wygaśnięciem mandatów pozostałych członków.

Istotne jest odróżnianie pojęcia kadencji od pojęcia mandatu. Kadencja jest terminem o charakterze techniczno-prawnym i oznacza okres, na który zostają powołani członkowie organu. Mandat rozumiany jest jako prawo do wykonywania funkcji członka organu. Oznacza to, że mandat nie musi pokrywać się z okresem kadencji.